# Gaio Terenzio Tullio Gemino
Gaio Terenzio Tullio Gemino (in latino: Gaius Terentius Tullius Geminus; 3 circa – dopo il 62) è stato un magistrato, senatore e forse poeta romano, console dell'Impero romano.

## Biografia
Quasi nulla è possibile dire dell'origine sociale e geografica di Gemino: se da una parte è stato proposto che fosse italico sulla base della sua onomastica, dall'altra la sua nomenclatura con due nomina fa sospettare un'adozione o l'assunzione del nome materno, ma senza possibilità di scelta tra le due opzioni.
Qualcosa in più è noto della carriera di Gemino, probabilmente iniziata sotto Tiberio. Egli fu infatti console suffetto al fianco di Marco Giunio Silano per gli ultimi quattro mesi del 46, sostituendo Decimo Lelio Balbo a inizio settembre.
Il nome di Gemino compare anche tra quello dei legati Augusti pro praetore di Mesia che, prima di Tito Flavio Sabino, Tiberio Plauzio Silvano Eliano, Gaio Pomponio Pio e Manio Laberio Massimo, avevano accolto con favore i legati degli Histriani a Tomi e confermato i diritti della civitas: è stato ipotizzato che il mandato di Gemino debba collocarsi nel periodo tra 47 e 53, se non tra 50 e 53.
L'ultima notizia su Gemino è datata al 62: in quell'anno, egli infatti accusò e fece condannare Aulo Didio Gallo Fabricio Veientone per aver scritto dei codicilli oltraggiosi nei confronti di senatori e sacerdoti e anche per aver fatto mercimonio dei favori del princeps e del conferimento delle cariche pubbliche.
Un'ipotesi di Conrad Cichorius vede in Gemino il poeta epigrammatico le cui composizioni furono inserite nella raccolta di Filippo di Tessalonica, pubblicata negli anni di Claudio o Nerone: Cichorius riteneva quindi che il consolare-poeta fosse da connettere alla Macedonia, dove è in effetti forse attestato nel I secolo un proconsole pretorio di nome Gemino, che fu anche questore, edile e pretore - nel caso, Gemino avrebbe amministrato la provincia tra 44 e 46. L'ipotesi dell'identificazione è stata accolta con favore da parte della critica, ma, non essendoci elementi a conferma della proposta, l'incertezza permane.
In ogni caso, dopo il 62 Gemino scompare dalla storia.